# Karrar Saad
Karrar Saad (ur. 22 marca 2001 w Al-Amara) – iracki piłkarz, występujący na pozycji obrońcy w irackim klubie Al-Talaba SC oraz w reprezentacji Iraku U23, olimpijczyk z Paryża 2024.

## Kariera

### Kariera reprezentacyjna
W reprezentacji Iraku U23 grał w Pucharze Azji U23 2024 i wygrał Mistrzostwa Azji Zachodniej U23 w 2023. Z reprezentacją wziął udział w Igrzyskach Olimpijskich w Paryżu w 2024.

### Kariera klubowa
Grał dla Al-Karkh SC (sezony 2021–2023) i Al-Talaba SC (od 2023) w pierwszej lidze irackiej.